# Georges Duby
(Georges Duby)
Georges Duby (Parigi, 7 ottobre 1919 – Le Tholonet, 3 dicembre 1996) è stato uno storico francese specializzato nel Medioevo.
Fu uno specialista in particolare dei secoli X, XI, XII e XIII nell'Europa occidentale. È stato associato alla École des Annales, fondata nel 1929 da Marc Bloch e Lucien Febvre, a cui Fernand Braudel si associò in seguito.

## Biografia
Georges Duby proveniva da una famiglia di artigiani parigini. Terminato il liceo, ottenne il primo premio al "Concours général" di disegno. Ottenne l'abilitazione in lettere nel 1942 e cominciò la sua carriera da professore. Divenne assistente nelle Università di Lione, Besançon e Aix-en-Provence. Nel 1953, sostenne una tesi di dottorato in lettere alla Sorbona e ottenne la cattedra di Storia del Medioevo alla facoltà di lettere di Aix-en-Provence. Nel 1970 ottenne la cattedra di Storia sociale del Medioevo al Collège de France, e nel 1987 entrò nell'Académie française.
Morì nel 1996.

## Opere
- Una società francese nel Medioevo. La regione di Mâcon nei secoli XI e XII (La société aux XI et XII siècles dans la région mâconnaise, 1953), Bologna, Il Mulino, 1985. [tesi di dottorato]
- L'economia rurale nell'Europa medievale. Francia, Inghilterra, Impero. Secoli IX-XV, Bari, Laterza, 1966.
- Le basi di un nuovo Umanesimo, Milano-Geneve, Fabbri-Skira, 1966.
- L'Europa delle cattedrali. 1140-1280, Milano-Geneve, Fabbri-Skira, 1967.
- Georges Duby-Robert Mandrou, Storia della civiltà francese, traduzione di A. Grispo e A. Nacci, Milano, Il Saggiatore, 1968.
- L'anno Mille. Storia religiosa e psicologia collettiva, Torino, Einaudi, 1976.
- La domenica di Bouvines. 27 luglio 1214, Torino, Einaudi, 1977.
- Le origini dell'economia europea. Guerrieri e contadini nel Medioevo, Roma-Bari, Laterza, 1975.
- L'arte e la società medievale, Roma-Bari, Laterza, 1977.
- I tre ordini: la società feudale immaginaria (1978)
- Lo specchio del Feudalesimo. Sacerdoti, guerrieri e lavoratori, Roma-Bari, Laterza, 1980.
- Matrimonio medievale. Due modelli nella Francia del dodicesimo secolo, Introduzione di Ida Magli, Collana L'impresa scientifica, Milano, Il Saggiatore, 1981.
- Il cavaliere, la donna, il prete. Il matrimonio nella Francia feudale, Roma-Bari, Laterza, 1982.
- San Bernardo e l'arte cistercense, Torino, Einaudi, 1982.
- Guglielmo il Maresciallo. L'avventura del cavaliere, Roma-Bari, Laterza, 1985. ISBN 88-420-2593-3.
- La vita privata, diretta da e con Philippe Ariès, 5 voll., Roma-Bari, Laterza, 1985-1988.
- Il sogno della storia. Un grande storico contemporaneo a colloquio con il filosofo Guy Lardreau, Collana Saggi blu, Milano, Garzanti, 1986.
- L'Europa nel Medioevo. L'arte delle cattedrali. La brutalità, il terrore, la miseria della vita, nelle lezioni di un grande storica, Collana Strumenti di studio, Milano, Garzanti, 1987.
- Il Medioevo da Ugo Capeto a Giovanna d'Arco (Hachette 1987), Roma-Bari, Laterza, 1993, ISBN 9788842041351
- Medioevo maschio. Amore e matrimonio, Roma-Bari, Laterza, 1988. ISBN 88-420-3249-2.
- Storia delle donne in Occidente, a cura di e con Michelle Perrot, 5 voll., Roma-Bari, Laterza, 1990-1992.
- Atlante storico. La storia del mondo in 317 carte, Torino, SEI, 1992. ISBN 88-05-05157-8; 2000. ISBN 88-05-05857-2; Milano, Rizzoli Larousse, 2004. ISBN 88-525-0092-8.
- Immagini delle donne, con Michelle Perrot, Collana Storia e Società, Roma-Bari, Laterza, 1992.
- La storia continua (L'Histoire continue, 1991), traduzione di Federico Ascari, Milano, Bompiani, 1992.
- L'avventura di un cavaliere medievale, Roma-Bari, Laterza, 1993. ISBN 88-420-4296-X.
- Georges Duby-Bronislaw Geremek, La Storia e altre passioni, a cura di Philippe Sainteny, Collana Sagittari, Roma-Bari, Laterza, 1993, ISBN 978-88-420-4235-8.
- Donne nello specchio del Medioevo, Roma-Bari, Laterza, 1995. ISBN 88-420-4744-9.
- Il potere delle donne nel Medioevo, Roma-Bari, Laterza, 1996. ISBN 88-420-4905-0.
- Storia artistica del Medioevo, Roma-Bari, Laterza, 1996, ISBN 978-88-420-5046-9.
- I peccati delle donne nel Medioevo, Roma-Bari, Laterza, 1997. ISBN 88-420-5178-0.
- Gli ideali del Mediterraneo. Storia, filosofia e letteratura nella cultura europea, a cura di, Messina, Mesogea, 2000. ISBN 88-469-2006-6.
- Le cattedrali di Biancaneve. I tesori meravigliosi delle chiese medievali, Ghibli, 2016, ISBN 978-88-6801-110-9.